# Jean-Antoine Peyrottes
Pour les articles homonymes, voir Peyrottes.
Jean-Antoine Peyrottes (en occitan Joan Antòni Peiròtas, né le 18 mars 1813 à Clermont-l'Hérault et mort dans cette commune le 3 juillet 1858) est un poète-potier qui a vécu à Clermont-l'Hérault. Il a surtout écrit en occitan. Son œuvre est abondante : plus de 400 poèmes retrouvés. Tous les manuscrits connus sont conservés au CIRDOC et à ce jour, moins de dix pour cent de son œuvre a été publié. Effectivement, seuls deux recueils sont parus, le premier révisé par Peyrottes, en 1842 et le second édité par le Comité Peyrottes de Clermont-l'Hérault, en 1897.

## Biographie
Jaan Antoine Peyrottes était le fils du potier Antoine Peyrottes (né à  Saint-Jean-de-Fos, ̟+ 1837) et de Marie Thérèse Causse ̹̘(+ 1850). Il a dû abandonner l'école très tôt, à l'âge de 9 ans, pour aider sa famille par son travail. Il est devenu potier comme son père.
Jaan Antoine s'est marié trois fois : en 1837 avec Marie Causse (1820, 1846) de Clermont, le 24 novembre 1847 à Cabrières avec Marie Rosalie Debru (décédée le 4 décembre 1847), le 22 juillet 1852 à Cabrières avec Françoise Hermance Guiraudon (1820, -), vve de Jacques Tassy plâtrier.
À côté de son activité de potier, Jaan Antoine écrivait des poésies qui ont été publiées dans divers journaux et revues. Il a été, le 1er mars 1838, un des fondateurs du Grenier poétique, une société littéraire de la région de Clermont.
Ses écrits contenant parfois des critiques ou des satires sociales, lui causèrent des inimitiés.
Un jour, Peyrottes a eu une dispute avec un autre poète du Grenier poétique, qui lui a déchiré un recueil de vers. Le potier a engagé un procès. Le juge de paix a condamné le coupable à une petite amende. À la suite de quoi, Peyrottes écrit «Los Orcholèts», qui attaque le juge de  paix du canton. L'affaire ira jusqu'à la cour d'assises de Montpellier. Peyrottes sera condamné le 24 décembre 1839 à 15 jours d'emprisonnement et 50 francs d'amende.
Même si Peyrottes n'a jamais fait activement de la politique, dans ses poésies il défendait les idées républicaines. En 1844, il a composé en français une Marseillaise des travailleurs. Il est même intervenu pour prendre la défense du député de Montpellier, Roger de Larcy, en publiant des poésies en sa faveur dans l'Écho du Midi. Peyrottes a été le poète des prolétaires de son époque.
Quand est arrivée la Révolution de 1848, un bon nombre de démocrates et de libéraux du département de l'Hérault lui ont demandé de se presenter aux élections pour devenir député, mais il a essuyé un échec.
Il a échangé des lettres avec d'autres écrivains et érudits du bas pays languedocien comme Alfred Moquin-Tandon ou Melchior Barthès. Il écrivait souvent des articles dans l'Indépendant.
Partiellement aveugle, il a vécu difficilement ses dernières années.
Un buste de Jean-Antoine Peyrottes, œuvre de Paul Michel datée de 1888 (ou 1898 ?), se trouve Place de la Victoire à Clermont-l'Hérault.

## Œuvres

### Œuvres imprimées
- Pouésias patouèzas/del taralié. Montpellier : imprimerie de Veuve Ricard, 1840, en ligne sur Occitanica (réimpression 1980).
- Œuvres patoises. Montpellier : Impr. Méridionale, 1897, en ligne sur Occitanica.
- A Jasmin d'Agen, pouèta-perruquiè : répliqua dé la réspounsa qu'o fach à ma létra del 24 décémbre 1847, inséradas toutas dos dins lous journals del départémén dé l'Héraoult (1848).
- Lettres inédites et documents / publ. avec notes par S. Léotard ; précédés d'une étude par P. Vigné d'Octon, en ligne sur Occitanica.
- Las Fadechailhas. Montpellier : Patras et Virenque, 1842, en ligne sur Rosalis, Bibliothèque numérique de Toulous.
- Lous orchelets. Lodève : Grillières, 1837, en ligne sur Rosalis, Bibliothèque numérique de Toulouse.
- « Déliré pouétiqua », in Le Babillard, juin 1843.
- « Compassiou », in Le Babillard, 24 décembre 1842.
- « Richessa e paoudièyra », in Le Babillard, 19 mars 1843.
- « La filla de la mountagna : Oda coupousada pè dél Pioch de Bissou », in Le Babillard, 5 janvier 1840.
- « La Doutaciou d'un efan del pople », in L'Indépendant, avril 1841 – juin 1844.
- « La Libertat », in L'Indépendant, avril 1841 – juin 1844, p250.
- « L'entarramén d'un éfan », in L'Indépendant, avril 1841 – juin 1844.
- « Le Temps », in L'Indépendant, avril 1841 – juin 1844.
- « Lou boun Samaritèn », in L'Indépendant, avril 1841 – juin 1844.
- La Prièra del Vèspré. roumança, paraoulas dé J.A. Peyrottes, musica de Pierre Lugagne
- Lou tioulat paternel : Romance / Poésie de J. A. Peyrottes ; Musique de Charles Marquez (vers 1905)

### Manuscrits
- Recueil de poèmes de Jean Antoine Peyrottes, Dossier A. CIRDÒC - Mediatèca Occitana, Ms 324 (A), en ligne sur Occitanica.
- Recueil de poèmes de Jean Antoine Peyrottes, Dossier B. CIRDÒC - Mediatèca Occitana, Ms 324 (B), en ligne sur Occitanica.
- Recueil de poèmes de Jean Antoine Peyrottes, Dossier C. CIRDÒC - Mediatèca Occitana, Ms 324 (C), en ligne sur Occitanica.
- Poésies populaires. CIRDÒC - Mediatèca Occitana, Ms 24, en ligne sur Occitanica.
- Recueil de poésies manuscrites de Jean-Antoine Peyrottes et documents imprimés divers concernant le poète Jasmin, en ligne sur Occitanica (Manuscrit), qui contient :
  - F° 1-7 : « Pouésias bibliquas », recueil de poésies manuscrites en occitan languedocien comprenant : « Sagéssa », « Psaoume CXVI », « Psaoume CXXIX »
  - F° 8-15 : Poésies diverses manuscrites comprenant « Lou Gabach ou l'éfan dé la mountagno », « La Prièra sociala » [chanson sur l'air de « La Brigantine »], « La Libertat » (1843), « Richessa é Paoudièyra »
  - F° 16-17 : A Jasmin (d'Agen), pouèta-perruquiè : Répliqua dé la réspounsa qu'o fach à ma letra del 24 décémbre 1847, inséradas toutas dins lous journals del départémén dé l'Héraoult [ J.-A. Peyrottes], [S.l.] : [s.n.], [1848] (Lodève) : Typ. de Grillières) : 4 p.
  - F° 18 : Article sur le poète Jasmin, Extrait du journal L'Emancipation (1842)
- Poésies languedociennes et gasconnes. Toulouse, Service commun de documentation de l'Université Toulouse 1 Capitole, bibliothèque de l'Arsenal. Cote : Ms 196.
- P. Vigné d'Octon. J.-A. Peyrottes, poète-potier (1813-1858). Lettres inédites et documents publiés avec note (1898)